# Xã Jamestown, Quận Steuben, Indiana
Xã Jamestown (tiếng Anh: Jamestown Township) là một xã thuộc quận Steuben, tiểu bang Indiana, Hoa Kỳ. Năm 2010, dân số của xã này là 3.249 người.